# Ештон Кучер
Кристофер Ештон Кучер (енгл. Christopher Ashton Kutcher, IPA: ; рођен 7. фебруара 1978) је амерички глумац, телевизијски продуцент и бивши фото-модел. Прославио се касних деведесетих улогом Мајкла Келсоа у телевизијској серији „Веселе седамдесете“. У холивудским филмовима углавном добија споредне улоге, а постао је и телевизијски продуцент и аутор емисије на МТВ „Испаљени“ (енгл. Punk'd).

## Приватни живот
Кучер је био у вези са глумицама Џанјуари Џоунс (од 1998 до 2001), Ешли Скот (од 2001 до 2002), Монет Мејзур (2002) и Бритни Мерфи (од 2002 до 2003). Након раскида са Мерфијевом почетком 2003, Кучер је започео везу са Деми Мур. Кучер и Мур су се венчали 24. септембра 2005, а на церемонији је било преко 100 блиских пријатеља као и породице младенаца те Брус Вилис, бивши муж Деми Мур.
Од 2012. године је у вези са колегиницом из серије "Веселе седамдесете", Милом Кунис, са којом се верио фебруара 2014. године. Пар има кћерку Вајат Изабел Кунис. 2015. године, медији су пренели информацију да су Кучер и Кунисова већ извесно време у браку, мада датум венчања није обелодањен. Боловао је од васкулитиса.

## Твитер
Дана 16. априла 2009. Кучер је постао први корисник Твитера са више од 1.000.000 пратилаца, побеђујући CNN у такмичењу „Милион пратилаца“. Кучер је објавио преко Твитера да би желео да донира 100.000 америчких долара добротворној организацији за борбу против маларије.

## Филмографија

### Филмови
| Улоге Ештона Кучера |                         |               |                 |          |
| Година              | Српски назив            | Изворни назив | Улога           | Напомена |
| 1999.               |                         |               | Луи             |          |
| 2000.               |                         |               | Џим Морисон     |          |
| 2000.               | Батице, где су ми кола? |               | Џеси Монтгомери |          |
| 2001.               | Тексашки ренџери        |               | Џорџ Дарам      |          |
| 2003.               | Управо венчани          |               | Том Лизак       |          |
| 2003.               | Ћерка мог шефа          |               | Том Стенсфилд   |          |
| 2003.               | Што више то боље        |               | Хенк            |          |
| 2004.               | Ефекат лептира          |               | Иван Треборн    |          |
| 2005.               |                         |               | Сајмон Грин     |          |
| 2005.               |                         |               | Оливер Мартин   |          |
| 2006.               | Боби                    |               | Роберт Фишер    |          |
| 2006.               | Чувар                   |               | Џејк Фишер      |          |
| 2006.               | Сезона лова             |               | Елиот (глас)    |          |
| 2008.               | Вегас за двоје          |               | Џек Фулер       |          |
| 2009.               |                         |               | Ники            |          |
| 2009.               |                         |               | Валтер          |          |
| 2010.               | Дан заљубљених          |               | Рид Бенет       |          |
| 2011.               | Без обавеза             |               | Адам            |          |
| 2011.               | Нова година у Њујорку   |               | Ренди           |          |
| 2023.               | Код тебе или код мене?  |               | Питер Колман    |          |

### Телевизија
| Улоге Ештона Кучера |                    |               |                           |          |
| Година              | Српски назив       | Изворни назив | Улога                     | Напомена |
| 1998 — 2006.        | Веселе седамдесете |               | Мајкл Келсо (178 епизода) |          |
| 2002.               |                    |               | ујка Скот (1 епизода)     |          |
| 2003 — 2007.        | Испаљени           |               | самог себе                |          |
| 2005.               |                    |               | Блицен (4 епизоде)        |          |
| 2001.               |                    |               | Дин Касиди (1 епизода)    |          |
| 2011 — 2015.        | Два и по мушкарца  |               | Волден Шмит               |          |